# 马萨纳
马萨纳是安道爾的一个堂区，位於安道爾中部偏西，與首都安道爾城、恩坎普、奧爾迪諾、西班牙加泰羅尼亞自治区相鄰。